# Kelly-Springfield Tire Company
Die Kelly-Springfield Tire Company wurde 1894 in  Springfield, Ohio von Edwin S. Kelly (1859–1934) und  Arthur Grant gegründet.

## Entstehung
Edwin Kelly nannte die Gesellschaft ursprünglich „The Rubber Tire Wheel Company“, weil sie Gummibereifungen für Wagenräder herstellte. Arthur Grant erhielt für seinen Vollgummireifen in einem Radkranz ein USA Patent ((Cite Patent | USA | 554675)). Der Reifen wurde auf dem Rad durch zwei im Gummi eingebetteten Längsdrähte gehalten, die einen geringeren Umfang als der Reifen hatten. Durch die hohe Qualität der Verbindung hielt sich der Gummi dauerhaft auf dem Rad und der Reifen war auf dem Markt sofort erfolgreich.

## Namensänderungen
Die Gesellschaft wurde 1899 für USD 1.200.000 an die McMillan Gruppe verkauft. Arthur Grant erhielt USD 166.000 in Aktien und USD 33.000 in bar für seine Firmenanteile.  Die McMillan Gruppe betrieb die neue Gesellschaft bis 1914 unter dem Namen „Consolidated Rubber Tire Company“. Die New Yorker Verkaufstochter bekam 1911 den Namen „Kelly-Springfield Tire Company“.  Die Firmenbezeichnung der Consolidated wurde 1914 angepasst. 1932 dann setzte man das Präfix „The“ vor den Namen und so wurde daraus „The Kelly-Springfield Tire Company“.

## Selbständige Entwicklung
Die Reifenherstellung geschah in einem Werk in Akron (Ohio) und ein weiteres Werk wurde 1915 in Wooster (Ohio) gekauft und bis 1921 genutzt. Das Wachstum des Unternehmens setzte sich weiter fort.
1916 beschloss Generaldirektor Van Cartwell, ein neues Werk in Cumberland (Maryland) zu bauen und unterzeichnete hierfür am 4. November eine Vereinbarung. Nach den Plänen hatte die Stadt Cumberland den Grund kostenlos bereitzustellen und einen Baukostenzuschuss von USD 750.000 zu leisten. Die Stadt hatte auch für Straßen, Wasser und Kanalisation und andere wichtige Baumaßnahmen Leistungen zu erbringen. Das Werksgelände umfasste 330.000 m². Die Anlage sollte über 3.000 Mitarbeiter beschäftigen und die damalige Produktionskapazität des Unternehmens auf das Fünffache erhöhen. Der erste Reifen wurde am 2. April 1921 hergestellt und die „Kelly-Springfield Tire Company“ wuchs weiter.

## Unter Goodyear
Vierzehn Jahre später (1935) gelangte die Kelly Springfield Tire Company an die Goodyear Tire & Rubber Company und wurde als hundertprozentige Tochter unter Edmund S. Burke (Generaldirektor von 1935 bis 1959) geführt.
Das Unternehmen wuchs weiter. 1962 kam ein neues Werk in Tyler (Texas) hinzu; eine weitere Anlage wurde 1963 bei Freeport (Illinois) und das dritte Werk im Jahr 1969 in Fayetteville (North Carolina) gebaut.
1987, gerade 66 Jahre nachdem der erste Reifen das Werk in Cumberland verlassen hatte, wurde die Anlage geschlossen. Im gleichen Jahr gelangte die „Lee Tire & Rubber Company“ in den Besitz der Kelly-Springfield. Im November 1987 bezogen die Corporate Büros einen neuen Sitz an der Willowbrook Road in Cumberland. Die ursprüngliche Fabrikationsanlage mit Grundstück ging an die Stadt zurück.
Im Jahr 1994 feierte The Kelly-Springfield Tire Company 100 Jahren ihres Bestehens. Zu diesem Zeitpunkt war sie der älteste Reifenhersteller in den Vereinigten Staaten.
In den 1990er Jahren integrierte die Muttergesellschaft Goodyear die Tochter Kelly-Springfield und verlegte den Hauptsitz nach Akron, Ohio.